# Robert Plot
Robert Plot (13 de diciembre de 1640 - 30 de abril de 1696) fue un naturalista inglés, y el primer profesor de química en la Universidad de Oxford, así como el  primer encargado del Museo Ashmolean.

## Primeros años y educación
Nació en Borden, Kent, sus padres fueron Robert Plot y Elisabeth Patenden, fue bautizado el 13 de diciembre de 1640. Plot fue educado en la Escuela Libre Wye, Kent. Luego entró a Magdalen Hall, Oxford en 1658, donde se graduó con un BA en 1661 y una maestría en 1664. Área en la cual posteriormente fue profesor y sirvió como decano y vicedirector en la Magdalen Hall mientras se preparaba para su BCL y su doctorado en derecho civil, el cual recibió en 1671 antes de trasladarse a la University College en 1676.

## Historia natural y química
Para ese entonces, Plot ya había desarrollado un interés en el estudio sistemático de la historia natural y de antigüedades.  En junio de 1674, con el patrocinio de John Fell, el obispo de Oxford, y Ralph Bathhurst, rector de la universidad, Plot comenzó a estudiar y recoger artefactos en los campos cercanos, sus resultados fueron publicados tres años más tarde en el departamento de historia natural de Oxford-shire. En su  trabajo describe e ilustra varias rocas, minerales y fósiles, incluyendo el primer ejemplo conocido de un hueso de dinosaurio que atribuyó a un gigante (más tarde reconocido como el fémur de un Megalosaurus), pero este pensaba que la mayoría de los fósiles no eran restos de organismos, sino más bien cristalizaciones de sales minerales que casualmente adquirieron  formas óseas.
El buen recibimiento de sus resultados no sólo le valieron  el apodo "conocedor Dr. Plot", sino que también dio lugar a ser elegido por la Royal Society de Londres el 6 de diciembre de 1677, donde se desempeñó como secretario de la sociedad y como coeditor del Philosophical Transactions (144-178) desde 1682 a través de 1684. Otra consecuencia de su éxito fue su nombramiento como el primer vigilante del Museo Ashmolean  en 1683, así como su nombramiento en ese mismo momento como el primer profesor de química en el nuevo laboratorio, ubicado en el museo.
En el área de la química buscaba un disolvente universal, que se pudiera obtener a partir del vino, Plot pensaba  que la alquimia era necesaria para la medicina. En 1684, publicó Terreno De fontium origine, un tratado sobre el origen de los manantiales, que atribuyó a los canales subterráneos procedentes del mar. Plot desvió su interés hacia la arqueología en la publicación de su segundo libro, La Historia Natural de Staffordshire en 1686, pero confundió restos romanos  con Sajones. También describe una doble puesta de sol visible desde Leek y abades Bromley Horn Dance.

## Vida posterior y muerte
En 1687, Plot fue nombrado notario público por el arzobispo de Canterbury, y secretario del  Tribunal de Caballería Norfolk. Plot renunció a sus funciones en Oxford en 1690, después de casarse con Rebecca Burman de Londres y retirarse a su propiedad de Sutton Barne en su ciudad natal de Borden, donde trabajó en la Historia Natural de Middlesex y Kent, trabajo que nunca completó.